# Фокс (бронеавтомобиль)
«Фокс» (англ. Fox — лиса) — британский лёгкий разведывательный бронеавтомобиль 1970-х годов, также обозначается как «боевая (колёсная) разведывательная машина» (БРМ) (англ. Combat Vehicle Reconnaissance (Wheeled)) или CVR(W). По внутренней сквозной системе обозначений британской бронетехники имеет индекс FV721. Создан в 1965—1967 годах как дальнейшее развитие лёгкого бронеавтомобиля «Феррет» и предназначался на роль разведывательно и аэротранспортабельной машины, для замены как «Феррета», так и более тяжёлого «Саладина» в Британской Армии. Разработка «Фокса» велась параллельно с гусеничной разведывательной машиной — лёгким танком «Скорпион» (CVR(T)), с которым бронеавтомобиль имеет многие общие компоненты. В Британской Армии, «Фокс» оставался одной из основных разведывательных машин вплоть до 1994 года, когда он был снят с вооружения. Также «Фокс» экспортировался в ряд других стран, в некоторых из которых он, по состоянию на 2007 год всё ещё остаётся на вооружении.

## Использовался
- Великобритания — сняты с вооружения
- Малави — 20 «Фоксов», по состоянию на 2007 год[2]
- Мексика — 1 «Фокс», по состоянию на 2007 год[3]
- Нигерия — 50 «Фоксов», по состоянию на 2007 год[4]

## В игровой индустрии
- Присутствует как прокачиваемая боевая машина шестого уровня в онлайн-игре Armored Warfare.
- Присутствует как боевая машина в онлайн-игре War Thunder
- Имеется в игре Conflict of nations: World War III в качестве БРМ для европейской доктрины